# Bal (film)
Bal è un film del 2010 diretto da Semih Kaplanoğlu.
È il terzo e ultimo episodio della "Trilogia di Yusuf" dopo Yumurta (2007) e Süt (2008) realizzata in un ordine cronologico inverso, dalla maturità all'infanzia del personaggio qui interpretato da Bora Altaş.
È stato proiettato in anteprima alla 60ª edizione del Festival di Berlino, aggiudicandosi l'Orso d'oro e il premio della giuria ecumenica.
Nel 2011 è stato designato come film rappresentante il cinema turco alla selezione per l'Oscar al miglior film straniero, venendo però escluso dalla candidatura.

## Trama
Yusuf ha 6 anni e vive in una remota regione della Turchia con i genitori, con cui ha un legame molto forte. A scuola gli altri bambini lo deridono per la sua balbuzie e Yusuf è contento soprattutto quando può accompagnare il padre apicoltore Yakup nella foresta in cui sono custoditi gli alveari. Quando le api scompaiono improvvisamente, Yakup decide di partire per le montagne per risolvere il mistero e da quel momento il piccolo Yusuf entra in uno stato di mutismo assoluto.
La madre Zehra decide di farlo partecipare alla Notte di Miraj, la cerimonia in cui si festeggia l'ascensione di Maometto. Complice un sogno fatto prima della sua sparizione, Yusuf arriva a identificare la figura del padre con quella del profeta e si convince che presto farà ritorno. Ma il tempo passa e nulla cambia, fin quando il bambino raccoglie il suo coraggio e decide di addentrarsi nella foresta misteriosa alla sua ricerca.

## Produzione
Le riprese sono state effettuate nella città di Çamlıhemşin e nei suoi dintorni, nella provincia di Rize lungo la costa del Mar Nero. Il regista Semih Kaplanoğlu ha affermato che la regione nord-est della Turchia era l'unica con il tipo di natura che aveva in mente per il film, nonostante le difficili condizioni riscontrate soprattutto per le sequenze nella foresta: «Siamo potuti salire in auto solo fino ad un certo punto, poi siamo dovuti scendere e fare un'escursione con l'attrezzatura per raggiungere il luogo delle riprese, che era abbastanza lontano. Le riprese sono state fatte in un luogo ripido in cui difficilmente si poteva stare in piedi. La costa del Mar Nero ha anche un tempo molto imprevedibile. Pioggia, sole e nebbia spesso nella stessa ora. Quindi abbiamo avuto momenti difficili con la continuità delle scene. Quando leggo il mio diario, vedo che ha piovuto 39 giorni su 48».
La scelta del protagonista ha richiesto due mesi di selezioni da parte del regista nelle scuole elementari di varie città, paesi e villaggi della regione delle riprese. Dopo aver spostato le ricerche a 100 km di distanza, è riuscito a trovare il bambino giusto: «Un giorno, al mio ritorno da un sopralluogo ho visto Bora Altaş in sella alla sua bicicletta. Sono sceso dalla macchina e mi sono presentato. Ho immediatamente capito che era lo Yusuf che stavo cercando. Era un bambino sensibile, intelligente con un mondo tutto suo». Prosegue Kaplanoğlu: «Bora ha un carattere molto diverso da quello che avevo scritto per Yusuf... Abbiamo lavorato sodo e siamo stati pazienti... Abbiamo sviluppato un legame basato sulla fiducia. Posso dire che ho lavorato con lui nel modo in cui lavoro con attori adulti».
Riguardo al film e all'intera trilogia ha dichiarato: «Ho attinto alle mie esperienze passate mentre davo forma al personaggio di Yusuf... Anche la mia infanzia è servita come punto di riferimento per la sceneggiatura di Bal. I miei problemi a scuola mentre cercavo di imparare a leggere e scrivere, le mie domande che gli adulti hanno lasciato senza risposta, l'intensa crudeltà e la ricchezza della natura... In un certo senso, un bambino forma la sua personalità mentre scopre il mondo con curiosità».

## Distribuzione
Dopo l'anteprima dell'11 febbraio 2010 al Festival di Berlino, il film è stato distribuito in Turchia dal successivo 9 aprile. In seguito è stato proiettato in molte altre manifestazioni tra cui i festival di Karlovy Vary (3 luglio), San Sebastián (19 settembre) e Dubai (14 dicembre).

### Date di uscita
- Turchia (Bal) – 9 aprile 2010
- Danimarca (Honning) – 19 agosto 2010
- Brasile (Um Doce Olhar) – 20 agosto 2010
- Germania (Bal - Honig) – 9 settembre 2010
- Francia (Miel) – 22 settembre 2010
- Svezia (Honung) – 1º ottobre 2010
- Ungheria (Méz) – 7 ottobre 2010
- Paesi Bassi (Bal) – 14 ottobre 2010
- Grecia (Meli) – 22 ottobre 2010
- Croazia (Med) – 28 ottobre 2010
- Polonia (Miód) – 26 novembre 2010
- Israele (Dvash) – 16 dicembre 2010
- Spagna (Miel) – 28 gennaio 2011
- Portogallo (Mel) – 24 marzo 2011
- Stati Uniti (Bal) – 25 marzo 2011
- Belgio (Miel) – 25 maggio 2011
- Giappone (蜂蜜) – 2 luglio 2011
- Regno Unito (Bal) – 15 luglio 2011

## Critica
Il film ha ottenuto ottime recensioni dalla critica. Il sito Rotten Tomatoes riporta l'85% di recensioni professionali con giudizio positivo e un voto medio di 6,8 su 10, mentre il sito Metacritic assegna al film un punteggio di 70 su 100 basato su 5 recensioni.
- David Jenkins, Time Out: «Girando con sequenze lunghe e meticolosamente scolpite, Kaplanoğlu è particolarmente bravo ad enfatizzare elementi all'interno dei fotogrammi con l'uso inventivo della messa a fuoco e il posizionamento della fotocamera».[8]
- V.A. Musetto, New York Post: «Un film profondo e intelligente, dovrebbe piacere alle anime avventurose».[9]
- Andy Webster, New York Times: «Non ha colonna sonora (e quasi nessun dialogo), solo un ritmo tranquillo, non forzato, organico. E quelle immagini affascinanti. Come lo spettatore, Kaplanoğlu è piuttosto felice di lasciare che sia la natura a parlare e lanciare un incantesimo lirico e misterioso».[10]
- Ella Taylor, The Village Voice: «Anche se questo grazioso film è un'aggiunta minore al canone del cinema mediorientale in cui accade tutto e nulla, Bal è una meraviglia».[11]

## Riconoscimenti
- 2010

Festival internazionale del cinema di Berlino
Orso d'oro a Semih Kaplanoğlu
Premio della giuria ecumenica a Semih Kaplanoğlu
International Istanbul Film Festival
Tulipano d'oro per la miglior fotografia a Barış Özbiçer
Premio speciale della giuria a Semih Kaplanoğlu
People's Choice Award a Semih Kaplanoğlu
European Film Awards
Candidatura per il miglior film
Candidatura per il miglior regista a Semih Kaplanoğlu
Candidatura per la miglior fotografia a Barış Özbiçer
Asia Pacific Screen Awards
Premio UNESCO a Semih Kaplanoğlu
Candidatura per il miglior film
Candidatura per il miglior regista a Semih Kaplanoğlu
Candidatura per la miglior fotografia a Barış Özbiçer
London Turkish Film Festival
Golden Wings Digital Distribution Award
Vukovar Film Festival
Miglior film
International Adana Golden Boll Film Festival
Miglior film
People's Choice Award
Premio della Turkish Film Critics Association (SIYAD)
Premio speciale della giuria al miglior giovane attore a Bora Altaş
World Cinema Amsterdam
NTR Broadcast Award
Festival du film de Châtenay-Malabry
Grand Prix
Hamadan Children Film Festival
Golden Butterfly per la miglior fotografia a Barış Özbiçer
- 2011

RiverRun International Film Festival
Miglior fotografia a Barış Özbiçer
Premio della giuria al miglior film
International Cinephile Society Awards
Miglior film non distribuito nel 2010